# Keanu Visscher
Keanu Visscher (Utrecht, 31 oktober 1994) is een Nederlandse acteur.
Hij studeerde van 2017 tot 2021 aan de Toneelschool Arnhem.

## Filmografie

### Televisie
- 2015-2016: SpangaS, televisieserie 166 afl., rol Django
- 2016: Weemoedt, televisieserie 1 afl., rol Ronald
- 2016: Moordvrouw, televisieserie 1 afl., rol Elvin Berg
- 2017: Van God los, televisieserie 1 afl., rol Jason
- 2018: De slet van 6vwo, internetserie 10 afl., rol Tane
- 2022: Het verhaal van Nederland, televisieserie 1 afl., rol Fariz
- 2022: der Amsterdam Krimi, televisieserie 1 afl., rol Kuwat
- 2024: Avatar: The Last Airbender, televisieserie 8 afl., Nederlandse stem Prins Zuko
- 2025: Rijkdom, internetserie, rol Tommy

### Film
- 2017: 100% Coco, film, rol Kenzo
- 2017:  Gek van geluk, film, rol Jannes
- 2017:  Cocon, korte film, rol Dylan
- 2019: Moordkuil, korte film, hoofdrol Man
- 2022: Suni, korte film, rol Jesse
- 2024: Drie Dagen Vis, film, rol kakker
- 2025: Lilo & Stitch, film, Nederlandse stem David Kawena

## Theater
- 2022: De Bananengeneratie - Theater Oostpool
- 2022: Japanse Sprookjes - De Toneelschuur
- 2022: Midzomernachtsdroom - Theater Oostpool
- 2021: Eins. Zwei. Schweinerei - Het Zuidelijk Toneel
- 2021: Meisjes pakken de jongens - De Toneelmakerij